# Salvador Villalba
Salvador Villalba (29 de agosto de 1924) é um ex-futebolista paraguaio que atuava como meia.

## Carreira
Salvador Villalba fez parte do elenco da Seleção Paraguaia de Futebol, na Copa do Mundo de  1958.